# Wampum

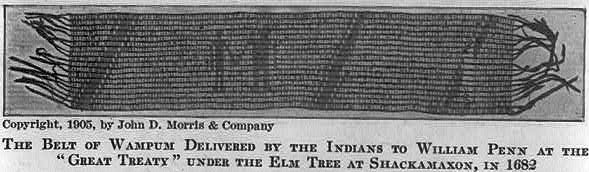
Cintura wampum offerta a William Penn in occasione della firma del Grande Trattato del 1682

Un Wampum, o sewan, è una cintura utilizzata dalle tribù di nativi americani dell'America Nordorientale come oggetto rituale e religioso, spesso scambiato come testimonianza e vincolo durante la stipula di trattati, per ricordare avvenimenti storici, o usato come supporto per la tradizione orale di memorie e racconti.
Anche se originariamente il termine indicava solo le larghe cinture, è invalsa l'abitudine di definire "in wampum" anche altri capi d'abbigliamento o ornamento (collane, bracciali, cavigliere ecc.), creati utilizzando la medesima tecnica.

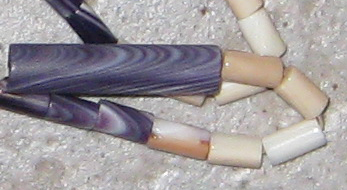
Particolare di wampum creati da Elizabeth James Perry

## Simbolismo del wampum
Un wampum è generalmente formato da più strisce unite tra loro, composte da "perline" ricavate da due specie di conchiglie nordatlantiche (Busycotypus canaliculatus e Mercenaria mercenaria), rispettivamente di colore bianco e violaceo, organizzate a formare immagini e simboli. Nel wampum creato per sancire il patto tra cinque nazioni indiane nella Confederazione Irochese, la parte centrale ha la forma di un cuore con due quadrati bianchi per ogni lato, collegati al cuore mediante una linea bianca, che simboleggia l'unità delle cinque nazioni. 
Il wampum dei nativi americani del Nord-Est è molto meno conosciuto in Europa del calumet della pace o del tomahawk (ascia di guerra).
Tra le tribù irochesi, i wampum erano fatti unendo rondelle di setola di porcospino in modo da formare un mosaico, con decorazioni di perline ricavate da conchiglie fluviali (da cui deriverebbe il termine « wampum » che originariamente indicava le conchiglie, ma altre fonti indicano l'origine dal termine algonchino wampumpeag = strisce bianche).
Gli ambasciatori li portavano come segno di riconoscimento, e queste cinture assumevano allora il valore degli antichi caducei.
Quando i « Bianchi» arrivarono nel continente nordamericano realizzarono rapidamente quale fosse l'importanza che questi oggetti avevano per gli amerindi. Mentre i nativi non li utilizzavano come moneta, i coloni si servirono spesso di wampum come metodo di pagamento e giunsero anche a realizzare cinture wampum utilizzando perline di porcellana che avevano fatto arrivare dall'Europa. Per Georg Simmel, come si legge nel suo studio intitolato Filosofia del denaro, le conchiglie che componevano il wampum erano utilizzate anche come moneta.

Bandiera irochese creata copiando il disegno dei wampum tradizionali